# Selenicereus

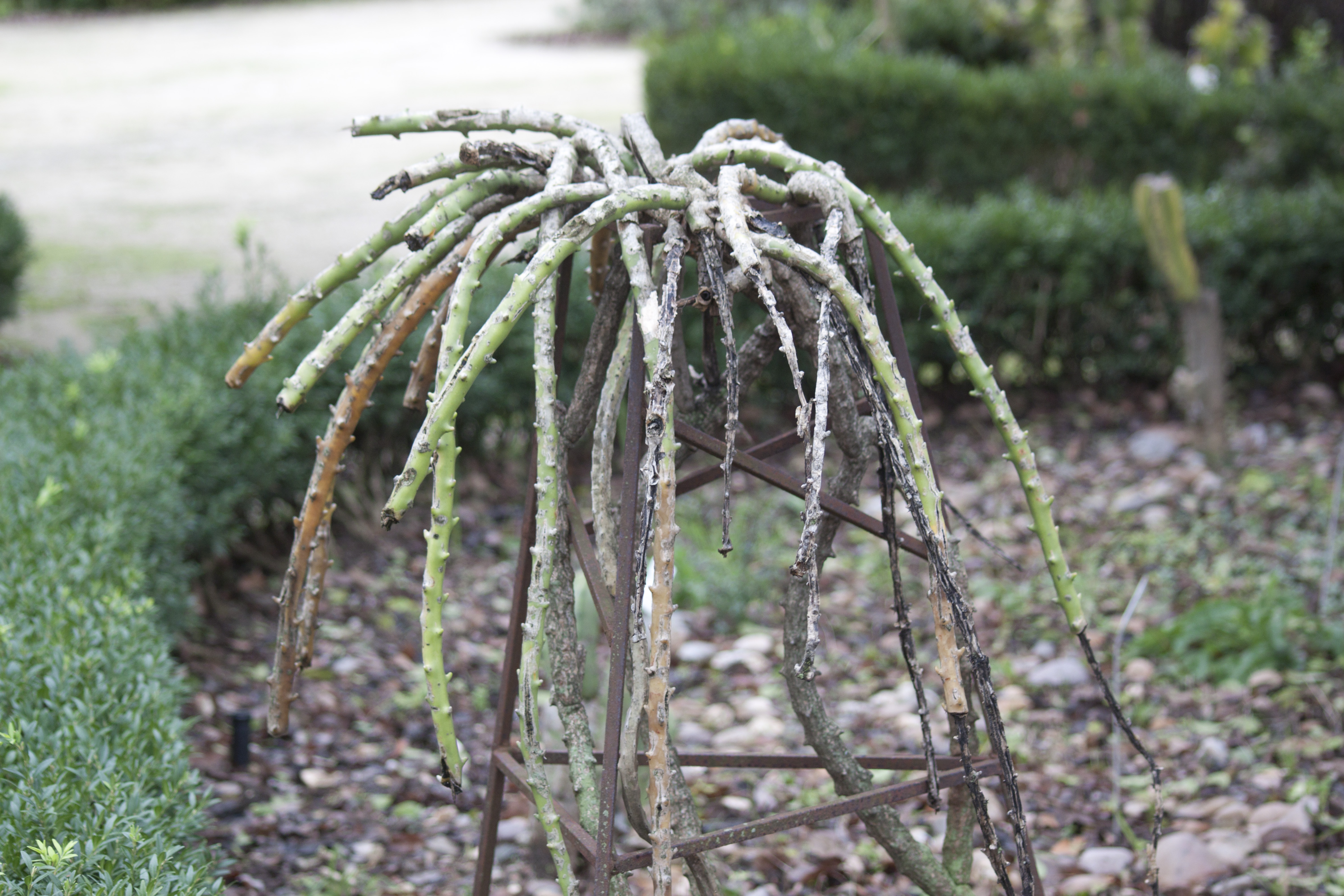
Selenicereus hamatus

Selenicereus (A.Berger) Britton & Rose – rodzaj sukulentów z rodziny kaktusowatych (Cactaceae).

## Systematyka
Rodzaj wydzielony z dawnego Linneuszowskiego rodzaju Cactus.
Synonimy
Cryptocereus Alexander, Deamia Britton et Rose, Marniera Backeb., Strophocactus Britton et Rose, Strophocereus Fric et Kreuz.
Pozycja systematyczna według APweb (aktualizowany system APG III z 2009)
Należy do rodziny kaktusowatych (Cactaceae) Juss., która jest jednym z kladów w obrębie rzędu goździkowców (Caryophyllales) i klasy roślin okrytonasiennych. W obrębie kaktusowatych należy do plemienia Hylocereeae, podrodziny Cacteoideae.
Pozycja w systemie Reveala (1993–1999)
Gromada okrytonasienne (Magnoliophyta Cronquist), podgromada Magnoliophytina Frohne & U. Jensen ex Reveal, klasa Rosopsida Batsch, podklasa goździkowe (Caryophyllidae Takht.), nadrząd Caryophyllanae Takht., rząd goździkowce (Caryophyllales Perleb), podrząd Cactineae Bessey in C.K. Adams, rodzina kaktusowate (Cactaceae Juss.), rodzaj Selenicereus (A.Berger) Britton & Rose.
Gatunki
- Selenicereus anthonyanus (Alexander) D.R. Hunt
- Selenicereus atropilosus Kimnach
- Selenicereus boeckmannii (Otto ex Salm-Dyck) Britton & Rose
- Selenicereus chontalensis (Alexander) Kimnach
- Selenicereus chrysocardium (Alexander) Kimnach
- Selenicereus coniflorus (Weing.) Britton & Rose
- Selenicereus donkelaarii (Salm-Dyck) Britton & Rose
- Selenicereus extensus (Salm-Dyck ex DC.) Leuenb.
- Selenicereus grandiflorus (L.) Britton & Rose
- Selenicereus hamatus (Scheidw.) Britton & Rose
- Selenicereus hondurensis (K.Schum.) Britton & Rose
- Selenicereus inermis Britton & Rose
- Selenicereus megalanthus (K. Schum. ex Vaupel) Moran
- Selenicereus mirandae Bravo
- Selenicereus murrillii Britton & Rose
- Selenicereus nelsonii (Weing.) Britton & Rose
- Selenicereus pteranthus (Link ex A. Dietr.) Britton & Rose
- Selenicereus radicans (DC.) A. Berger
- Selenicereus rubineus Kimnach
- Selenicereus spinulosus (DC.) Britton & Rose
- Selenicereus testudo (Karw. ex Zucc.) Buxb.
- Selenicereus tricae D.R.Hunt
- Selenicereus urbanianus (Gürke & Weing.) Britton & Rose
- Selenicereus vagans (K.Brandegee) Britton & Rose
- Selenicereus validus S.Arias & U.Guzmán
- Selenicereus wercklei (F.A.C. Weber) Britton & Rose
- Selenicereus wittii (K.Schum.) G.D.Rowley